# Zeekomkommerschelpje
Het zeekomkommerschelpje (Devonia perrieri) is een tweekleppigensoort uit de familie van de Montacutidae. De wetenschappelijke naam van de soort werd in 1984, als Synapticola perrieri, voor het eerst geldig gepubliceerd door Malard.

## Beschrijving
Het platte en dunne schelpje van het zeekomkommerschelpje is tot vijf millimeter lang. Het is vrijwel rechthoekig van vorm en breekbaar, met een lengte/hoogte verhouding van rond de 1,4. De kleur is licht glanzend olijfgrijs met witte umbo’s. De levende dieren hebben een dunne, meestal doorschijnende opperhuid, die echter soms bruin kan zijn. Met name het umbonale deel kan soms bedekt zijn met een roestvormige aanslag. Zowel voor als achter licht gapend. De top ligt vrijwel tegen de achterrand van de schelp aan.

## Verspreiding
Het verspreidingsgebied van het zeekomkommerschelpje loopt van het Kattegat (Zuid-Noorwegen) tot het westelijk deel van de Atlantische Oceaan en Noord-Spanje. In Nederland bekend van slechts een beperkt aantal vindplaatsen. De soort werd onder andere aangetroffen op Oestergronden.